# Sign of the Hammer
Sign of the Hammer è il quarto album della band heavy metal statunitense Manowar.

## Tracce
1. All Men Play on 10 – 3:54
2. Animals – 3:35
3. Thor (The Powerhead) – 5:22
4. Mountains – 7:40
5. Sign of the Hammer – 4:16
6. The Oath – 4:50
7. Thunderpick – 3:33
8. Guyana (Cult of the Damned) – 7:06

## Formazione
- Eric Adams - voce
- Ross the Boss - chitarra
- Joey DeMaio - basso
- Scott Columbus - batteria